# بات فينلي
بات فينلي (بالإنجليزية: Pat Finley)‏ هي ممثلة أمريكية، ولدت في 1940.

## وصلات خارجية
- بات فينلي على موقع IMDb (الإنجليزية)
- بات فينلي على موقع قاعدة بيانات برودواي على الإنترنت (الإنجليزية)
- بات فينلي على موقع ديسكوغز (الإنجليزية)